# Liste von Operatoren für den Rest einer Division
Diese Liste enthält Operatoren verschiedener Programmiersprachen, mit denen der Rest einer Division berechnet werden kann.

## Division
Es geht dabei um den Rest der Division
{\displaystyle {\frac {\text{Dividend}}{\text{Divisor}}}},
wobei der Divisor nicht null sein darf.

## Operatoren für den Rest einer ganzzahligen Division
| Programmiersprache                                                        | Operator                             | Das Ergebnis hat dasselbe Vorzeichen wie … |
| ------------------------------------------------------------------------- | ------------------------------------ | ------------------------------------------ |
| Zum Vergleich: mathematische Modulo-Funktion {\displaystyle a{\bmod {b}}} | {\displaystyle \operatorname {mod} } | Divisor {\displaystyle b}                  |
| ABAP                                                                      | MOD                                  | Dividend                                   |
| ActionScript                                                              | %                                    | Dividend                                   |
| Ada                                                                       | mod                                  | Divisor                                    |
| Ada                                                                       | rem                                  | Dividend                                   |
| ASP                                                                       | Mod                                  | Nicht definiert                            |
| Asymptote                                                                 | %                                    | Divisor                                    |
| Algol 68                                                                  | %×                                   | Immer positiv                              |
| AMPL                                                                      | mod                                  | Dividend                                   |
| AppleScript                                                               | mod                                  | Dividend                                   |
| B                                                                         | %                                    | Nicht definiert                            |
| BASIC                                                                     | Mod                                  | Nicht definiert                            |
| bc                                                                        | %                                    | Dividend                                   |
| bash                                                                      | %                                    | Dividend                                   |
| C (ISO 1990)                                                              | %                                    | Implementierungsabhängig                   |
| C (ISO 1999)                                                              | %                                    | Dividend                                   |
| C++ (ISO 1998)                                                            | %                                    | Implementierungsabhängig                   |
| C++ (ISO 2011)                                                            | %                                    | Dividend                                   |
| C#                                                                        | %                                    | Dividend                                   |
| CLARION                                                                   | %                                    | Dividend                                   |
| Clojure                                                                   | mod                                  | Divisor                                    |
| COBOL                                                                     | FUNCTION MOD                         | Divisor                                    |
| ColdFusion                                                                | %, MOD                               | Dividend                                   |
| Common Lisp                                                               | mod                                  | Divisor                                    |
| Common Lisp                                                               | rem                                  | Dividend                                   |
| D                                                                         | %                                    | Dividend                                   |
| Dart                                                                      | %                                    | Divisor                                    |
| Eiffel                                                                    | \\                                   | Dividend                                   |
| Erlang                                                                    | rem                                  | Dividend                                   |
| Euphoria                                                                  | mod                                  | Divisor                                    |
| Euphoria                                                                  | remainder                            | Dividend                                   |
| F#                                                                        | %                                    | Dividend                                   |
| FileMaker                                                                 | Mod                                  | Divisor                                    |
| Fortran                                                                   | mod                                  | Dividend                                   |
| Fortran                                                                   | modulo                               | Divisor                                    |
| Frink                                                                     | mod                                  | Divisor                                    |
| GML (Game Maker)                                                          | mod                                  | Dividend                                   |
| Go                                                                        | %                                    | Dividend                                   |
| Haskell                                                                   | mod                                  | Divisor                                    |
| Haskell                                                                   | rem                                  | Dividend                                   |
| HolyC                                                                     | %                                    | Dividend                                   |
| J                                                                         | \|~                                  | Divisor                                    |
| Java                                                                      | %                                    | Dividend                                   |
| JavaScript                                                                | %                                    | Dividend                                   |
| Lua 4                                                                     | mod(x,y)                             | Divisor                                    |
| Liberty Basic                                                             | MOD                                  | Dividend                                   |
| Mathcad                                                                   | mod(x,y)                             | Dividend                                   |
| Maple                                                                     | e mod m                              | Immer positiv                              |
| Mathematica                                                               | Mod                                  | Divisor                                    |
| MATLAB                                                                    | mod                                  | Divisor                                    |
| MATLAB                                                                    | rem                                  | Dividend                                   |
| Maxima                                                                    | mod                                  | Divisor                                    |
| Maxima                                                                    | remainder                            | Dividend                                   |
| Maya Embedded Language                                                    | fmod                                 | Immer positiv                              |
| Microsoft Excel                                                           | =MOD(a;b) bzw. =REST(a;b)            | Divisor                                    |
| Minitab                                                                   | MOD                                  | Divisor                                    |
| Kornshell#pdksh                                                           | %                                    | Dividend                                   |
| MUMPS                                                                     | #                                    | Divisor                                    |
| Oberon                                                                    | MOD                                  | Divisor                                    |
| OCaml                                                                     | mod                                  | Dividend                                   |
| Occam                                                                     | \                                    | Dividend                                   |
| Pascal (Delphi)                                                           | mod                                  | Dividend                                   |
| Pascal (ISO-7185 and ISO-10206)                                           | mod                                  | Immer positiv                              |
| Perl                                                                      | %                                    | Divisor                                    |
| PHP                                                                       | %                                    | Dividend                                   |
| PIC Basic Pro                                                             | \\                                   | Dividend                                   |
| PL/I                                                                      | mod                                  | Divisor (ANSI PL/I)                        |
| PowerBuilder                                                              | mod(x,y)                             | ?                                          |
| PowerShell                                                                | %                                    | Dividend                                   |
| Progress                                                                  | modulo                               | Dividend                                   |
| Prolog (ISO 1995)                                                         | mod                                  | Divisor                                    |
| Prolog (ISO 1995)                                                         | rem                                  | Dividend                                   |
| Python                                                                    | %                                    | Divisor                                    |
| REALbasic                                                                 | MOD                                  | Dividend                                   |
| R                                                                         | %%                                   | Divisor                                    |
| RPG                                                                       | %REM                                 | Dividend                                   |
| Ruby                                                                      | %, modulo()                          | Divisor                                    |
| Ruby                                                                      | remainder()                          | Dividend                                   |
| Scala                                                                     | %                                    | Dividend                                   |
| Scheme                                                                    | modulo                               | Divisor                                    |
| Scheme                                                                    | remainder                            | Dividend                                   |
| Scheme R6RS                                                               | mod                                  | Immer positiv                              |
| Scheme R6RS                                                               | mod0                                 | Am nächsten bei Null                       |
| Seed7                                                                     | mod                                  | Divisor                                    |
| Seed7                                                                     | rem                                  | Dividend                                   |
| SenseTalk                                                                 | modulo                               | Divisor                                    |
| SenseTalk                                                                 | rem                                  | Dividend                                   |
| Smalltalk                                                                 | \\                                   | Divisor                                    |
| Smalltalk                                                                 | rem:                                 | Dividend                                   |
| SQL (SQL:1999)                                                            | mod(x,y)                             | Dividend                                   |
| Standard ML                                                               | mod                                  | Divisor                                    |
| Standard ML                                                               | Int.rem                              | Dividend                                   |
| Stata                                                                     | mod(x,y)                             | Immer positiv                              |
| Swift                                                                     | %                                    | Dividend                                   |
| Tcl                                                                       | %                                    | Divisor                                    |
| Torque Game Engine                                                        | %                                    | Dividend                                   |
| Turing                                                                    | mod                                  | Divisor                                    |
| Verilog (2001)                                                            | %                                    | Dividend                                   |
| VHDL                                                                      | mod                                  | Divisor                                    |
| VHDL                                                                      | rem                                  | Dividend                                   |
| Visual Basic                                                              | Mod                                  | Dividend                                   |
| x86 Assembler                                                             | IDIV                                 | Dividend                                   |

## Gleitkommaoperatoren für den Rest einer Division
| Programmiersprache | Operator        | Das Ergebnis hat dasselbe Vorzeichen wie … |
| ------------------ | --------------- | ------------------------------------------ |
| C (ISO 1990)       | fmod            | ?                                          |
| C (ISO 1999)       | fmod            | Dividend                                   |
| C (ISO 1999)       | remainder       | Am nächsten bei Null                       |
| C++ (ISO 1998)     | std::fmod       | ?                                          |
| C++ (ISO 2011)     | std::fmod       | Dividend                                   |
| C++ (ISO 2011)     | std::remainder  | Am nächsten bei Null                       |
| C#                 | %               | Dividend                                   |
| Common Lisp        | mod             | Divisor                                    |
| Common Lisp        | rem             | Dividend                                   |
| D                  | %               | Dividend                                   |
| F#                 | %               | Dividend                                   |
| Fortran            | mod             | Dividend                                   |
| Fortran            | modulo          | Divisor                                    |
| Go                 | math.Fmod       | Dividend                                   |
| Haskell (GHC)      | Data.Fixed.mod' | Divisor                                    |
| Java               | %               | Dividend                                   |
| JavaScript         | %               | Dividend                                   |
| Lua 5              | %               | Divisor                                    |
| Lua 5              | math.fmod(x,y)  | Dividend                                   |
| OCaml              | mod_float       | Dividend                                   |
| Perl               | POSIX::fmod     | Dividend                                   |
| Perl6              | %               | Divisor                                    |
| PHP                | fmod            | Dividend                                   |
| Python             | %               | Divisor                                    |
| Python             | math.fmod       | Dividend                                   |
| Ruby               | %, modulo()     | Divisor                                    |
| Ruby               | remainder()     | Dividend                                   |
| Scheme R6RS        | flmod           | Immer positiv                              |
| Scheme R6RS        | flmod0          | Am nächsten bei Null                       |
| Seed7              | mod             | Divisor                                    |
| Seed7              | rem             | Dividend                                   |
| Standard ML        | Real.rem        | Dividend                                   |